# Операция «Ранкин»
Операция «Ранкин» — запланированная оккупация Соединенными Штатами Америки и Великобританией территорий Германии и захваченных ею стран, в случае её поражения в войне с СССР. Является несогласованным с Советским Союзом планом, целью которого было опережение СССР в захвате территорий, подконтрольных Германии. Ввиду продолжения Вермахтом вооруженной борьбы, её сменила операция «Оверлорд» — высадка в Нормандии (Франция) англичан, американцев и их западных союзников, начавшаяся 6 июня 1944 года.

## История
Ей предшествовала разработка плана операции «Кокарда», примерно соответствовавшей операции «Ранкин». Все операции разработаны англо-американским Верховным командованием союзных экспедиционных сил (англ. COSSAC). Разработка началась в начале 1943 г., после поражения Вермахта под Сталинградом, когда стало ясно, что поражение Германии в войне с Советским Союзом предрешено.

## Ранкин
Принципы «Ранкин» были изложены генералом Морганом 22 мая 1943 г. и включали в себя плавающую дату начала — она полностью зависела от противника, коллапс которого мог быть совершенно неожиданным. Также неясным была форма коллапса нацистской власти, она могла включать как полный либо частичный уход с оккупированных территорий, так и их капитуляцию. Ввиду неясности даты начала также не имели четкого определения располагаемые Командованием силы. На май 1943 г. они были совершенно недостаточными для полной оккупации оставляемых немцами территорий. Также отсутствовал необходимый транспорт для возвращения на континент, морской и воздушный.